# Geier (Vogel)

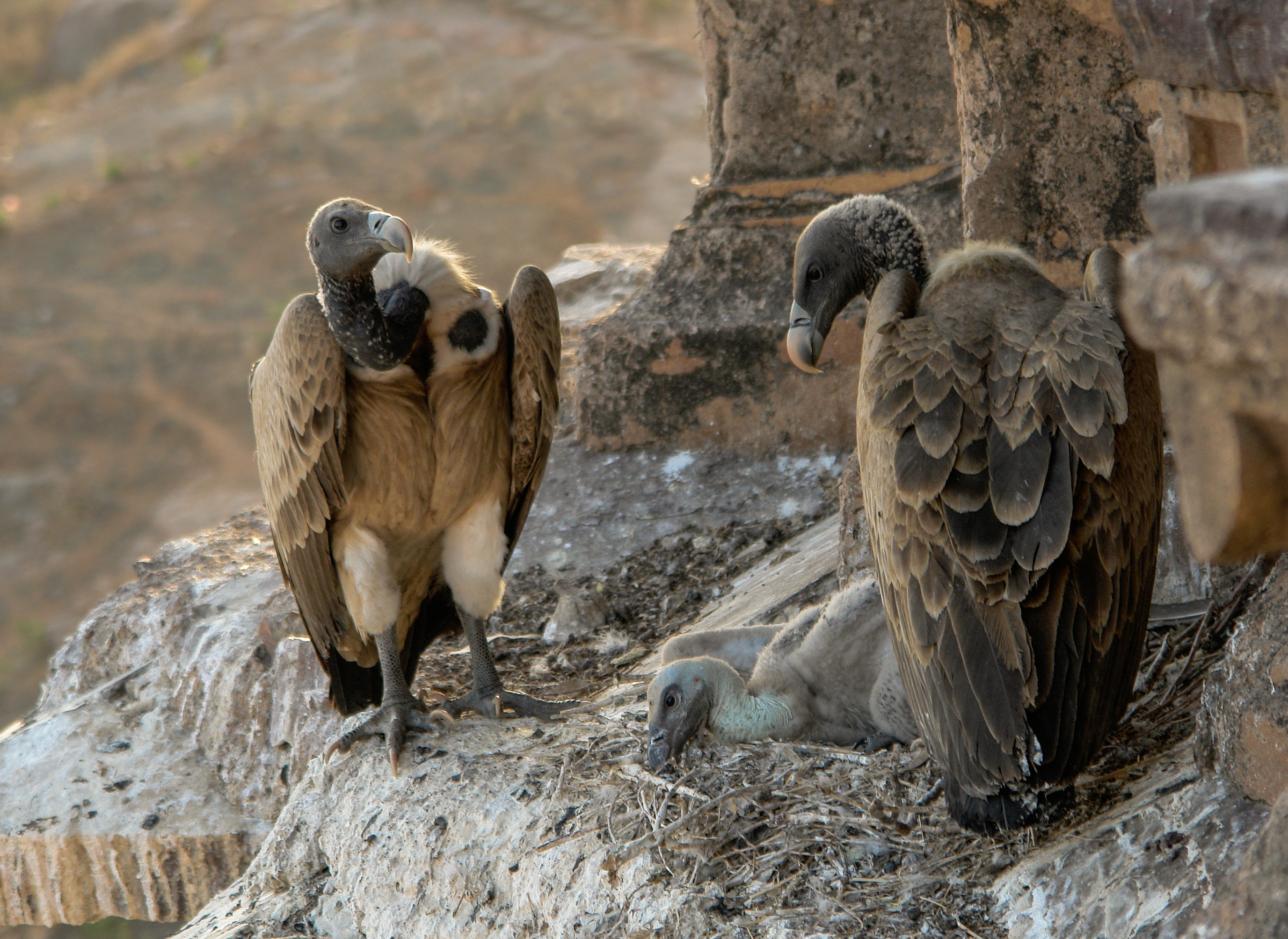
Zwei der seltenen Indiengeier (Vertreter der Altweltgeier) am und im Nest (Orchha, Madhya Pradesh, Indien)

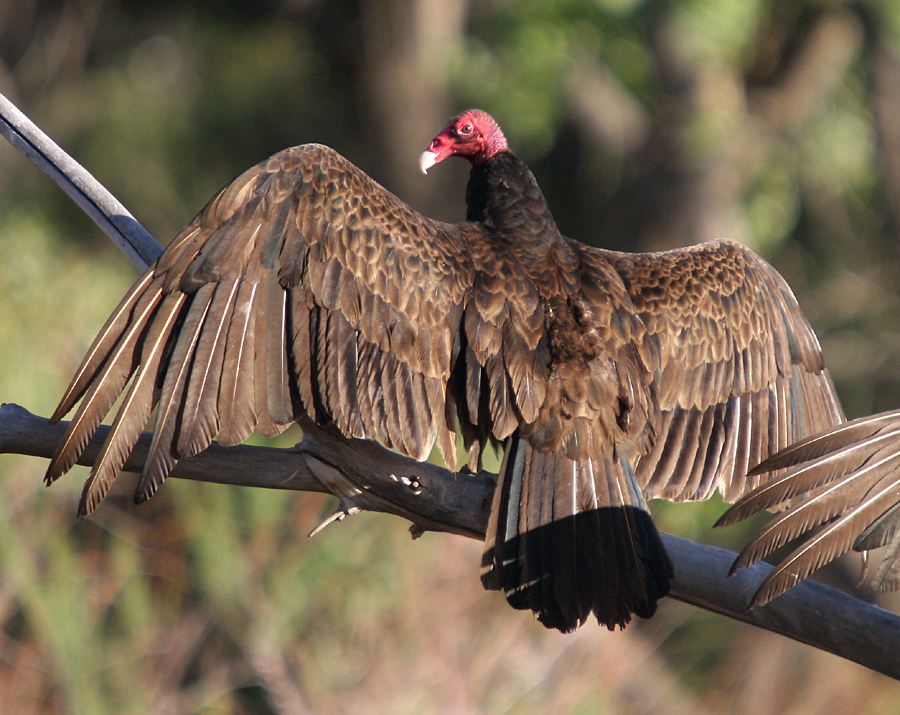
Ein Truthahngeier (Vertreter der Neuweltgeier) beim Sonnenbad (Bluff, Utah, USA)

Geier (von mittelhochdeutsch gīr) ist die Bezeichnung für eine Reihe meist großer bis sehr großer Arten fleischfressender Greifvögel (Accipitriformes). Da die Nahrung einiger Arten einen hohen Anteil von Aas und sogar Knochen enthält, werden diese umgangssprachlich auch als „Aasgeier“ bezeichnet.
Als Aasfresser erfüllen sie wichtige Aufgaben bei der Beseitigung von Kadavern und der Krankheitsprävention. Als Kulturfolger sind viele Geierarten auch auf Müllkippen und in der Nähe von Schlachthöfen zu finden, wo sie von Menschen mancherorts gezielt bei der Entsorgung der Schlachtabfälle mit einbezogen werden.
Ein Teil der Geier ist in freier Wildbahn selten geworden oder von der Ausrottung bedroht. Daran ist nicht nur die Veränderung der Lebensräume und Lebensbedingungen schuld, sondern auch die illegale Bejagung, wobei der (verbotene) Einsatz von Giftködern zu den Hauptursachen für den Bestandsrückgang zählt.

## Zur Entstehung des Begriffs
In den Anfängen der zoologischen Systematik waren die damals bekannten bzw. wahrgenommenen Arten der Geier zusammen mit der Harpyie noch in der Gattung Vultur (lateinisch für „Geier“) vereint. Heute verteilen sie sich auf mehrere Gattungen in mehreren Familien und Unterfamilien, die, nachgewiesen durch Vergleiche von Gensequenzen, jeweils nicht unmittelbar miteinander verwandt sind. Die „Geier“ bilden folglich kein Monophylum und ihre ähnliche Lebensweise sowie das teilweise ähnliche Äußere sind auf konvergente Evolution zurückzuführen.

## Greifvogelarten, die unter den Oberbegriff „Geier“ fallen

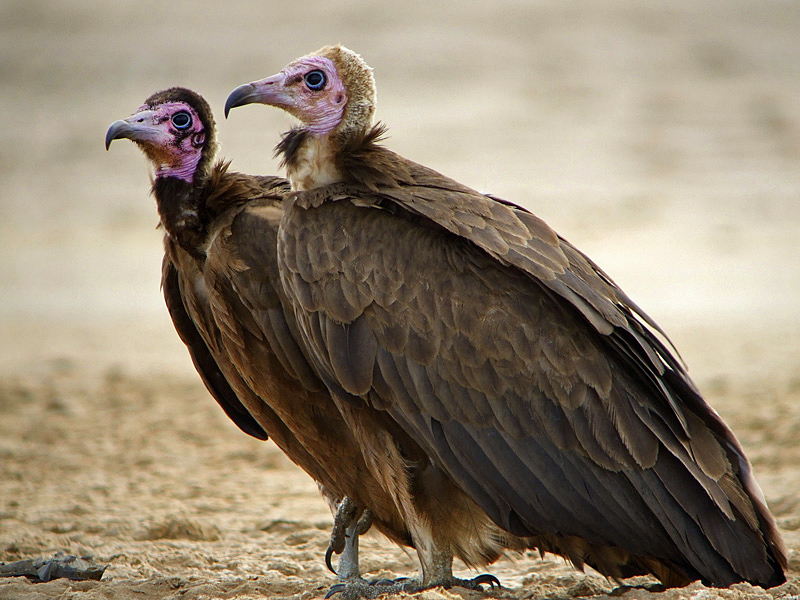
Vom Aussterben bedroht: Kappengeier

Mit dem Trivialnamen „Geier“ werden folgende Vogelarten aus zwei unterschiedlichen Familien bezeichnet. Da keiner der Neuweltgeier gefährdet ist, wurden nur bei den Habichtartigen ergänzende Angaben zum Gefährdungsgrad laut IUCN gemacht.

### Altweltgeier und sonstige Habichtartige
Familie der Habichtartigen (Accipitridae);
- Bartgeier Gypaetus barbatus (NT, potenziell gefährdet)
- Palmgeier Gypohierax angolensis (LC, nicht gefährdet)
- Schmutzgeier Neophron percnopterus (EN, stark gefährdet[5])

Altweltgeier (Aegypiinae), einer Unterfamilie der Habichtartigen, vorkommend in Südeuropa, Afrika und Asien;

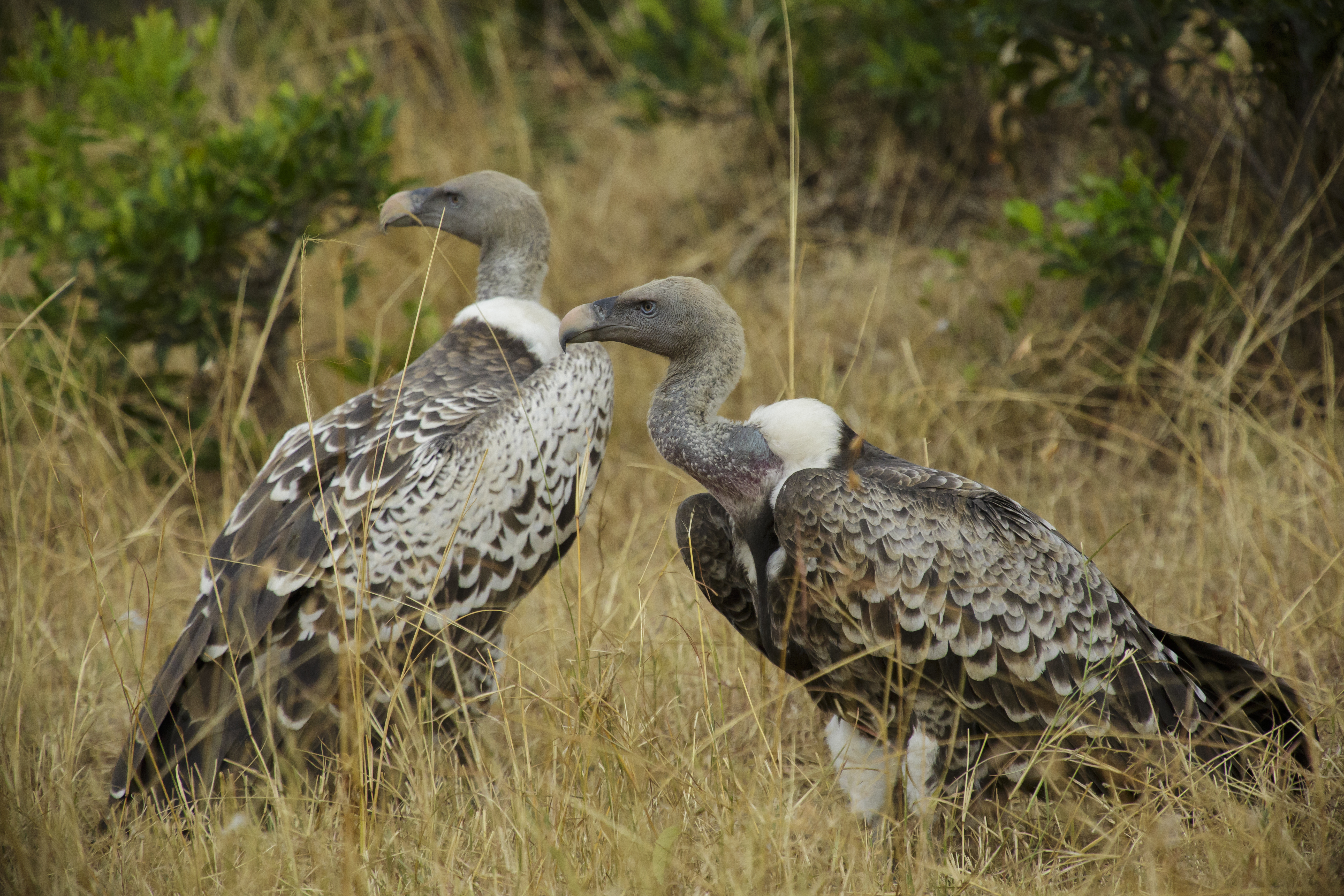
Sperbergeier, 2003 in der Serengeti

- Mönchsgeier Aegypius monachus (NT, potenziell gefährdet)
- Dünnschnabelgeier Gyps tenuirostris (CR, vom Aussterben bedroht[6])
- Bengalgeier Gyps bengalensis (gefährdet)
- Gänsegeier Gyps fulvus (LC, nicht gefährdet)
- Indiengeier Gyps indicus (CR, vom Aussterben bedroht[7])
- Kapgeier Gyps coprotheres (VU, gefährdet[8])
- Schneegeier Gyps himalayensis
- Sperbergeier Gyps rueppelli (CR, vom Aussterben bedroht)[9]

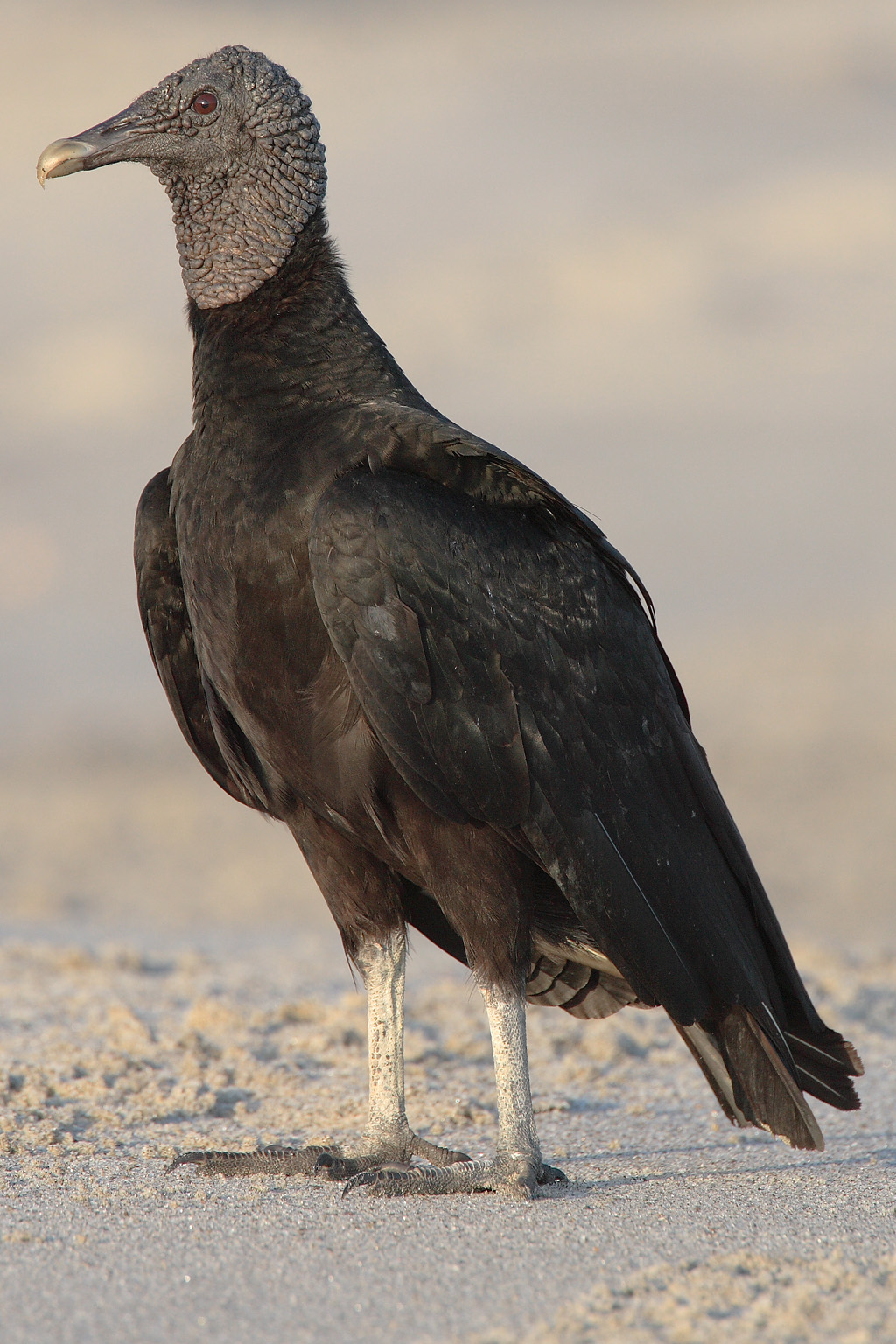
Der Rabengeier zählt zu den häufigsten Neuweltgeiern

- Weißrückengeier Gyps africanus (EN, stark gefährdet[10])
- Kappengeier Necrosyrtes monachus (CR, vom Aussterben bedroht[11])
- Kahlkopfgeier Sarcogyps calvus (CR, vom Aussterben bedroht)[12]
- Ohrengeier Torgos tracheliotos (EN, stark gefährdet[13])
- Wollkopfgeier Trigonoceps occipitalis (CR, vom Aussterben bedroht[14])

### Neuweltgeier
Arten aus der Familie der Neuweltgeier (Cathartidae), vorkommend in Nord- und Südamerika;
- Truthahngeier (Cathartes aura)
- Savannen-Gelbkopfgeier (Cathartes burrovianus)
- Wald-Gelbkopfgeier (Cathartes melambrotus)
- Rabengeier (Coragyps atratus)
- Kalifornienkondor (Gymnogyps californianus, CR, vom Aussterben bedroht[15])
- Königsgeier (Sarcoramphus papa)
- Andenkondor (Vultur gryphus, VU, gefährdet[16])

## Geier im Alten Ägypten
Im Altertum wurde Geiern in der Kultur des Alten Ägyptens eine besondere Wertschätzung entgegengebracht. So war es unter anderem üblich, die Krone eines Pharao mit Darstellungen einer Ägyptischen Kobra und eines Geiers zu versehen, die stellvertretend für Ober- und Unterägypten standen.
Zusätzliche Darstellungen wurden erst 2018 entdeckt, als die Vorhalle (Pronaos), des rund 2000 Jahre alten im Tempels von Esna, von einer Rußschicht befreit wurde. Die beiden Göttinnen Nechbet und Wadjet wurden auf den 46 reliefartigen Abbildungen als Geier mit ausgebreiteten Schwingen dargestellt. Dabei dienen ihre Kronen als Unterscheidungskriterium; während Nechbets Krone mit einem Geierkopf geschmückt ist, trägt Wadjet eine Krone, die mit einer Kobra verziert ist.

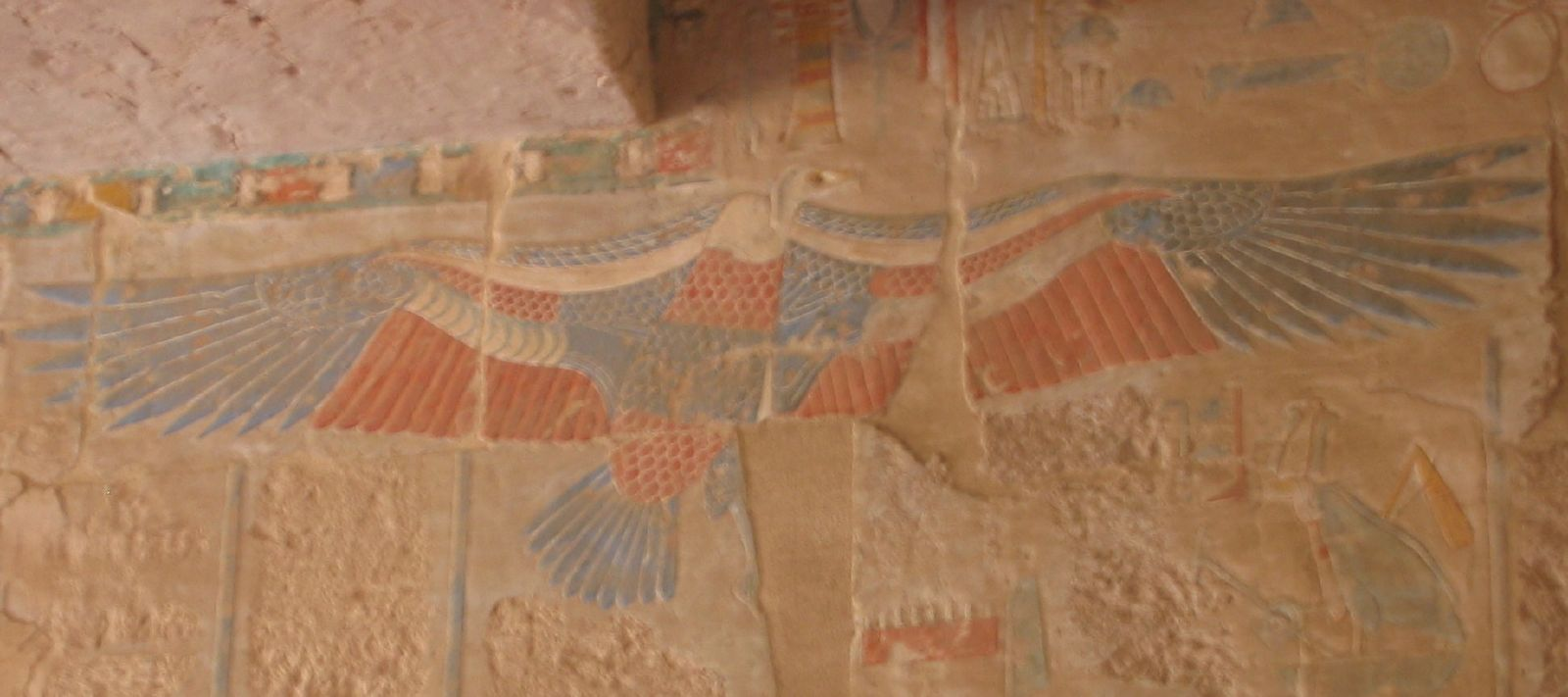
Darstellung der Göttin Nechbet als Geier, Totentempel der Hatschepsut
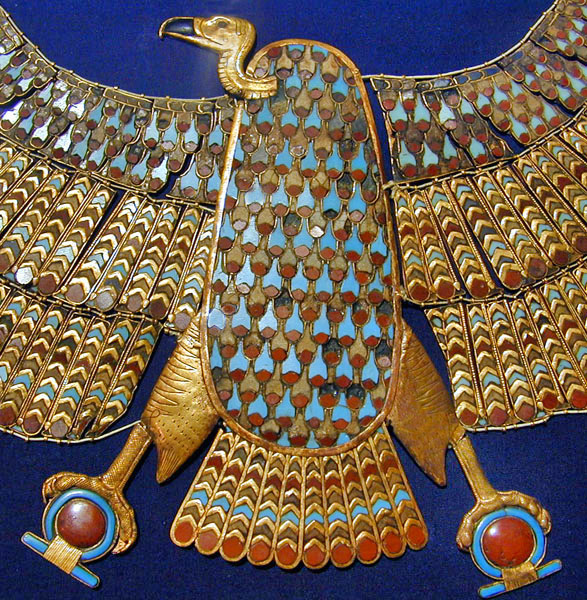
Mit Edelsteinen verziertes Geierabbild aus dem Grab von Tutanchamun (1340–1331 v. Chr.)
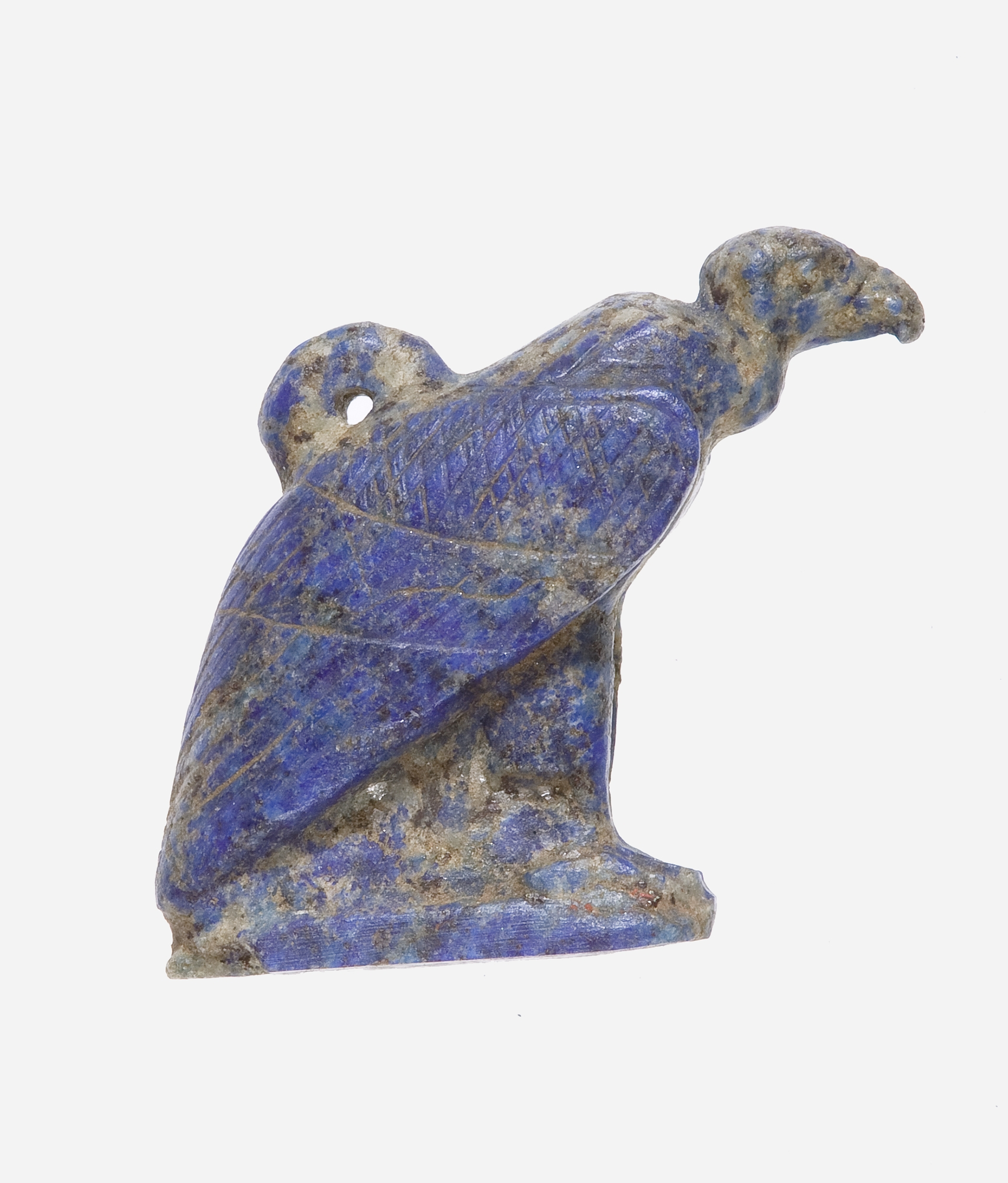
Amulett eines Geiers aus Lapislazuli, zwischen 664 und 332 v. Chr.
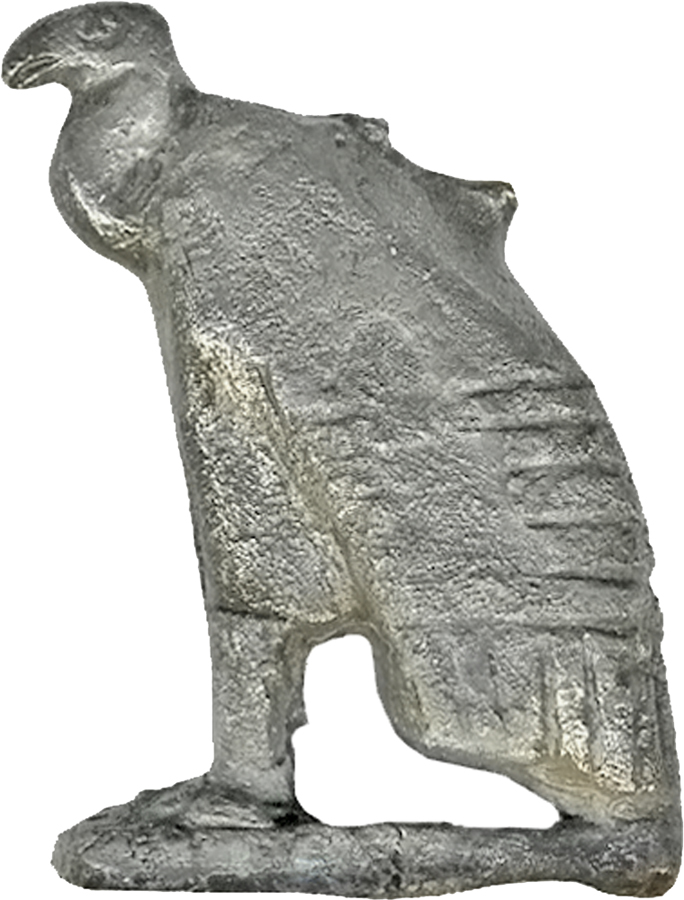
Silberne Darstellung eines Geiers, zwischen 664 und 332 v. Chr.
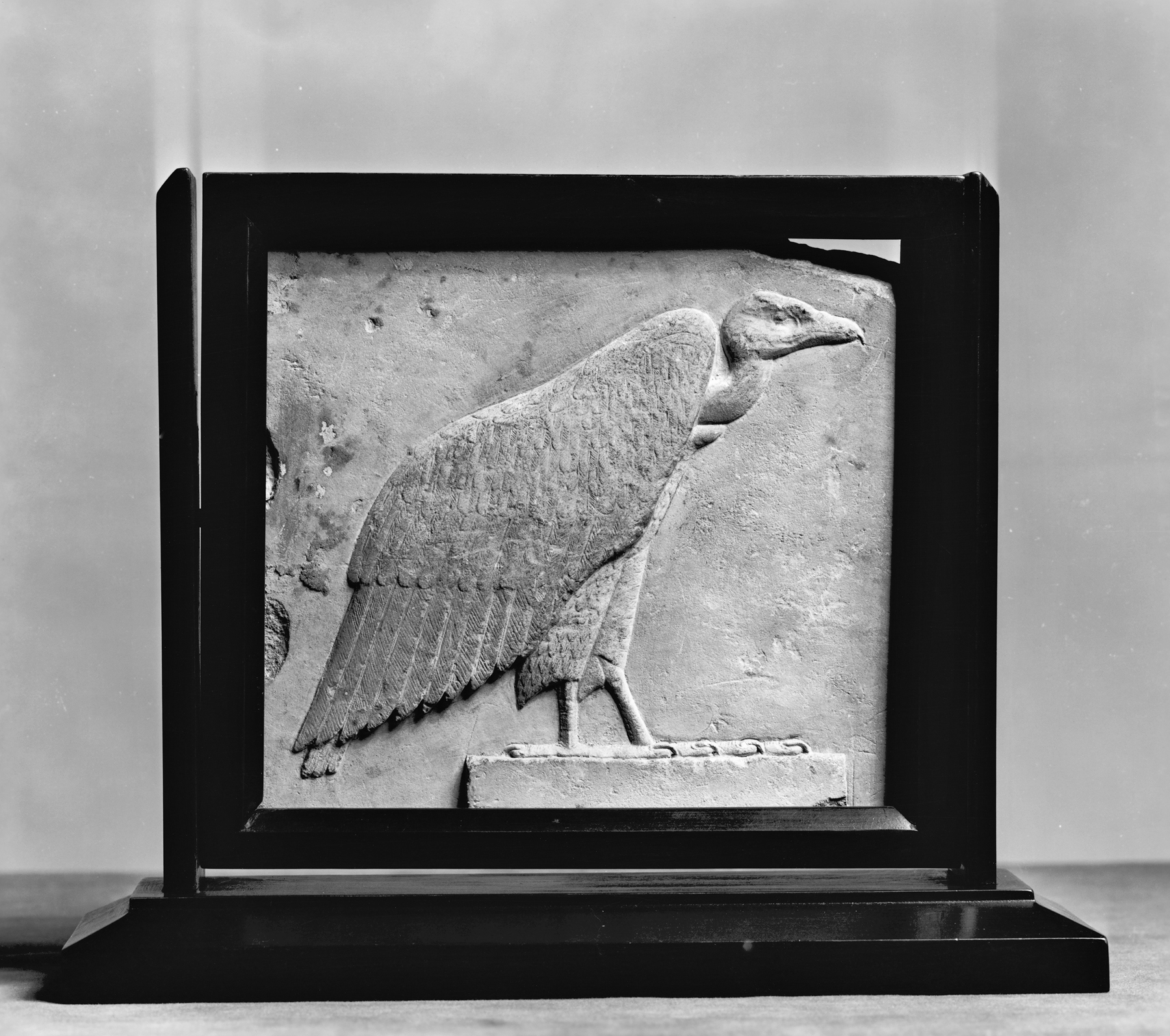
Geierdarstellung, Ägyptische Hieroglyphen, etwa 300 bis 160 v. Chr.
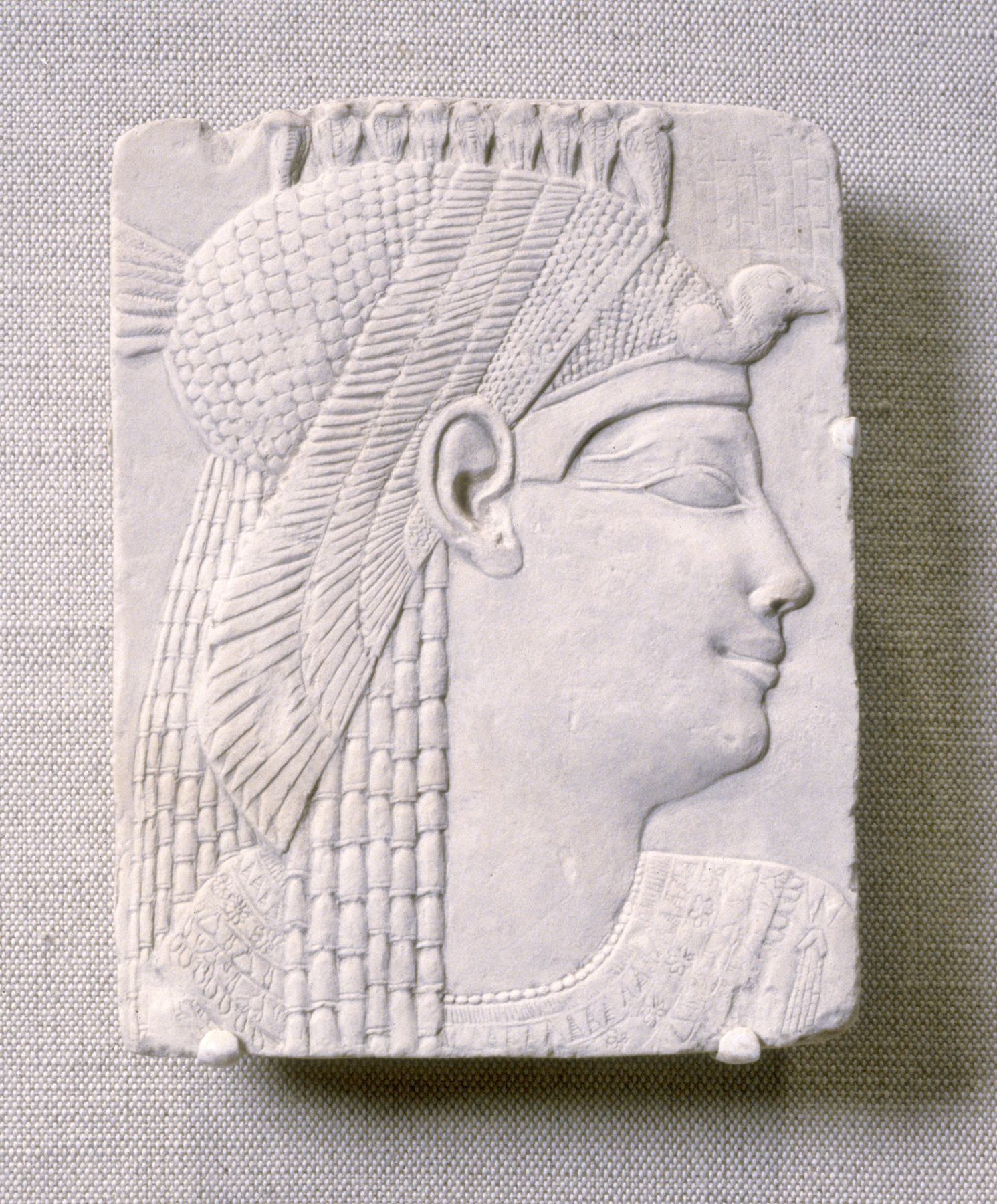
Frau mit Geierhaube, Kalkstein, 250 bis 150 v. Chr.
Geierhaube mit über 100 Edelsteinen, sowie dünnen Goldplättchen

## In Kunst und Populärkultur

### Spielfilme
- Unter Geiern, Karl-May-Verfilmungen von Alfred Vohrer, 1964
- Die Zeit der Geier, Italowestern von Nando Cicero, 1967
- Ein Fressen für die Geier, Western von Don Siegel, 1970
- Die Geier warten schon, Western von George Seaton, 1973
- Geier kennen kein Erbarmen, Western von Andrew V. McLaglen, 1973
- Der Geier – Die Tote mit dem falschen Leben, Fernsehfilm von Christian Werner, 2024

### Sonstiges
- Unter Geiern – Der Geist des Llano Estacado, Karl-May-Dramatisierung (Freiluftaufführung), 1972
- Geier Sturzflug, deutsche Band, gegründet 1976
- Hol’s der Geier, Kartenspiel, Ravensburger, 1988